# 最上義俊
最上 義俊（もがみ よしとし）は、江戸時代前期の大名で、最上氏の第13代当主。出羽山形藩の第3代藩主、のちに近江大森藩主。最上家親の嫡子。

## 生涯
慶長10年（1605年）、山形藩の第2代藩主・最上家親の嫡子として生まれた。当初の名乗りは家信（いえのぶ）。「家」の字は徳川将軍家からの一字拝領だったらしく、改易後に返上して義俊と改名している。
元和3年（1617年）、父の家親が病死したため13歳で跡を継いだ。しかし、若年の義俊は藩主の器にはふさわしくないと先代家親・先々代義光からの家臣の反発を招いた。こうした一部の家臣は、叔父の山野辺義忠が藩主たるべきと考えるようになった。義俊はこれに怒り、父の死因は義忠による毒殺であると幕府に訴えた（最上騒動）。
幕府は調査を行い、「山野辺義忠擁立の要望は組織だったものではない」「先代の死は急死であるが自然死であった」そして「義俊の政治は極めて拙い」と結論づけた。幕府は、家康が一大名の代から最上家とは同盟関係にあったことを考慮し、義俊と老臣の間、特に山野辺義忠擁立派の間を仲介しようとしたが、両派は譲り合わなかった。老臣の一部は「この主君では既に先が見えている」として協力を拒否した。元和8年（1622年）8月21日、最上家は改易（大幅減封）処分となった。ただし、義俊が壮年に達したのちには改めて6万石を賜わるという沙汰ではあったが、義俊が早世したため、この約定が果たされることはなかった。
出羽山形57万石を改易された後、近江大森1万石に入封するが、寛永8年（1632年）に死去した。享年27。嫡男の義智に家督相続が認められるが、幼年のため5000石に減封された。以後の最上家は交代寄合として存続した。
義俊は暗君とされがちであるが、福島正則改易の立ち会いの際に若年ながら見事な統率を発揮したとして、秀忠が刀を与えたという。